# ولاية صحم
ولاية صحم، تُعد إحدى ولايات محافظة شمال الباطنة في سلطنة عمان، وتقع في الجزء الشمالي من البلاد . بها العديد من الحصون والقلاع التي أقيمت لحمايتها من الغزوات على مر التاريخ وأهمها (حصن السوق) الذي كان مقرا للوالي وقاضي الولاية قبل إنشاء المباني الحديثة حيث انتقلت إليها المقار الحكومية.
يحد الولاية من الشرق بحر عمان، غربها محافظة الظاهرة، شمالها ولاية صحار، وجنوبها ولاية الخابورة، سكانها حوالي 95 ألف نسمة، يدور في فلكها 82 قرية ومدينة. وتجمع ولاية صحم بين الساحل والجبل، بها مياه عذبة دائمة الجريان ومناظر طبيعية ساحرة.
تحتوي ولاية صحم على عدد كبير من الافلاج التي لا يزال الأهالي يستخدمونها لري مزروعاتهم في
مناطق عديدة مثل:
- فلج وادي بني عمر
- الفليج
- الروضة
- المهاب وشيدة. كما يجري بالولاية عدد من الأودية أهمها: وادي بني عمر ووادي عاهن والمحموم والصرمي وشافان وخور الملح.

#### سوق صحم وقلعتها
تعتبر المعالم الأكثر شهرة في صحم هي سوقها التاريخي وقلعتها. تم تجديد السوق وفقًا للمعايير الحديثة في عام 2018. يستضيف السوق سوقًا منتظمًا حيث يجلب ملاك المزارع مواشيهم للبيع في اليوم السابع من ذي الحجة، ثلاثة أيام قبل عيد الأضحى، حيث يمكن شراء الأضاحي للعطلة.
يوجد تتعدد للصناعات والحرف والفنون التقليدية في ولاية صحم، بما في ذلك صناعات: الخناجر – السيوف – الفضيات – المحازم – السعفيات – الأبواب – الأعمدة الخشبية – صناعة الحلوى. كذلك هناك من الحرف: الزراعة وتربية الماشية، صيد الأسماك، الحدادة، والنجارة، ومن الفنون: الرزحة والعازي، فنون البحر، الهمبل، الونه، الفنون النسوية، إلى جانب ذلك تشتهر صحم بسباقات الهجن والخيول.

## وصلات خارجية
- ولاية صحم من موقع وزارة الإعلام العمانية